# Обу
Обу (яп. 大府市 О:бу-си) — город в Японии, расположенный в западной части префектуры Айти на полуострове Тита. Площадь города составляет 33,68 км², население — 88 107 человек (1 июня 2014), плотность населения — 2616,00 чел./км².
1 сентября 1970 года посёлку был предоставлен статус города.
Обу — центр автомобилестроения, культивации винограда и дынь.
В городе имеется два завода по выпуску автозапчастей и автомобилестроительный завод, принадлежащие Toyota Industries Corporation.

## Породнённые города
Список породнённых городов:
- Порт-Филипп, Австралия.